# Central Perk
Central Perk este o cafenea fictivă aflată în cartierul Greenwich Village din New York, unde se adună personajele din sitcomul american Friends (Prietenii tăi). Numele este inspirat de Central Park, un faimos parc din New York.
Patronul cafenelei, un anume Terry, o lasă în grija lui Gunther (personajul secundar cu cele mai multe apariții în serial). Doi din cei șase prieteni lucrează aici ca ospătari de-a lungul serialului: Rachel și Joey. Tot aici cântă și Phoebe Buffay.